# Бакингем (Флорида)
Бакингем (англ. Buckingham) — статистически обособленная местность, расположенная в округе Ли (штат Флорида, США) с населением в 3742 человека по статистическим данным переписи 2000 года.

## География
По данным Бюро переписи населения США, статистически обособленная местность Бакингем имеет общую площадь в 49,21 квадратных километров, водных ресурсов в черте населённого пункта не имеется.
Статистически обособленная местность Бакингем расположена на высоте 3 м над уровнем моря.

## Демография
По данным переписи населения 2000 года, в Бакингемe проживало 3742 человека, 1008 семей, насчитывалось 1283 домашних хозяйств и 1360 жилых домов. Средняя плотность населения составляла около 76,04 человека на один квадратный километр. Расовый состав населённого пункта распределился следующим образом: 94,20 % белых, 2,32 % — чёрных или афроамериканцев, 0,19 % — коренных американцев, 0,51 % — азиатов, 0,86 % — представителей смешанных рас, 1,92 % — других народностей. Испаноговорящие составили 4,68 % от всех жителей статистически обособленной местности.
Из 1283 домашних хозяйств в 31,0 % воспитывали детей в возрасте до 18 лет, 67,3 % представляли собой совместно проживающие супружеские пары, в 6,4 % семей женщины проживали без мужей, 21,4 % не имели семей. 15,0 % от общего числа семей на момент переписи жили самостоятельно, при этом 5,0 % составили одинокие пожилые люди в возрасте 65 лет и старше. Средний размер домашнего хозяйства составил 2,67 человек, а средний размер семьи — 2,93 человек.
Население статистически обособленной местности по возрастному диапазону по данным переписи 2000 года распределилось следующим образом: 20,9 % — жители младше 18 лет, 5,2 % — между 18 и 24 годами, 32,9 % — от 25 до 44 лет, 30,7 % — от 45 до 64 лет и 10,3 % — в возрасте 65 лет и старше. Средний возраст жителей составил 41 год. На каждые 100 женщин в Бакингемe приходилось 109,2 мужчин, при этом на каждые сто женщин 18 лет и старше приходилось 110,6 мужчин также старше 18 лет.
Средний доход на одно домашнее хозяйство статистически обособленной местности составил 51 068 долларов США, а средний доход на одну семью — 55 719 долларов. При этом мужчины имели средний доход в 33 176 долларов США в год против 25 676 долларов среднегодового дохода у женщин. Доход на душу населения статистически обособленной местности составил 51 068 долларов в год. 6,4 % от всего числа семей в населённом пункте и 16,8 % от всей численности населения находилось на момент переписи населения за чертой бедности, при этом 11,8 % из них были моложе 18 лет и 8,8 % — в возрасте 65 лет и старше.